# Microsoft Train Simulator
Microsoft Train Simulator je počítačová hra, simulátor řízení vlaku, tramvaje nebo jiných kolejových vozidel, pro operační systémy z rodiny Windows. Vydána byla v roce 2001 firmou Microsoft a je zaměřena na simulaci řízení různých lokomotiv na vysoce realistických trasách. Bývá označována zkratkou MSTS. Do hry je možné vytvářet nové tratě a aktivity k nim. Vytvořeno je mimo jiné i velké množství českých a slovenských tratí, a také nějaké fiktivní nebo úzkorozchodné tratě. Nástupcem MSTS je simulátor Open Rails Train Simulator, označovaný často jako Open Rails, a zkrakami ORTS a OR. Tento simulátor je stabilnější a funguje i pod novým verzemi systému Windows, a navíc obsahuje více možností simulace, jako například 3D kabiny lokomotiv, jízdní řády (možné je vytvořit i celodenní, a vybrat si určitý spoj), pokročilou adhezi, scénáře a jiné.

## Původní tratě obsažené ve hře
- Jošimacu – Jacuširo
- Innsbruck – St Anton
- Kalispell/Whitefish – Shelby
- Philadelphia – Washington (část Severovýchodního koridoru)
- Settle – Carlisle
- Hakone Yumoto – Shinjuku

## Zmapované české tratě
- 010 Praha – Kolín – Pardubice – Česká Třebová
- 019 Česká Třebová – Lanškroun
- 020 Velký Osek – Hradec Králové – Týniště nad Orlicí – Choceň
- 021 Týniště nad Orlicí – Letohrad
- 024 Ústí nad Orlicí – Letohrad
- 031 Pardubice – Hradec Králové – Jaroměř
- 060 Poříčany–Nymburk
- 084 Vraňany – Lužec nad Vltavou
- 090 Děčín – Lovosice – Kralupy nad Vltavou – Praha
- 120 Žatec – Lužná u Rakovníka – Kladno – Praha Masarykovo nádraží
- 122 Praha-Smíchov – Hostovice – Rudná u Prahy
- 124 Lužná u Rakovníka – Rakovník
- 180 Plzeň – Česká Kubice
- 183 Plzeň – Železná Ruda
- 230 Kolín – Havlíčkův Brod
- 231 Praha – Lysá nad Labem – Nymburk – Kolín
- 232 Lysá nad Labem – Milovice
- 236 Čáslav–Třemošnice
- 240 Jihlava–Okříšky–Brno
- 246 Mikulov–Břeclav
- 247 Lednice–Břeclav
- 250 Havlíčkův Brod – Žďár nad Sázavou – Tišnov – Brno
- 250 Břeclav–Bratislava (sk)
- 254 Hustopeče–Šakvice
- 255 Zaječí–Mutěnice–Čejč
- 260 Brno – Skalice nad Svitavou – Česká Třebová
- 019/270 Česká Třebová – Zábřeh na Moravě – Olomouc – Přerov
- 271 Přerov – Ostrava Svinov – Bohumín
- 277 Fulnek – Suchdol nad Odrou
- 278 Suchdol nad Odrou – Nový Jičín
- 298 Třemešná ve Slezsku – Osoblaha
- 298 Třemešná (Röwersdorf) – Osoblaha (Hotzenplotz) -období první republiky
- 310 Olomouc–Bruntál–Krnov–Opava
- 311 Valšov–Rýmařov
- 312 Bruntál – Malá Morávka
- 313 Vrbno pod Pradědem – Milotice
- 315 Opava – Hradec nad Moravicí
- 316 Opava–Ostrava-Svinov
- 320 Bohumín – Český Těšín – Mosty u Jablunkova
- 321 Kunčice – Český Těšín
- 322 Frýdek-Místek – Český Těšín
- 323 Ostrava hlavní nádraží – Frenštát pod Radhoštěm město
- 324 Frýdlant nad Ostravicí – Ostravice
- 326 Nový Jičín – Hostašovice
- 330 Přerov–Otrokovice–Břeclav
- 332 Hodonín – Holíč nad Moravou (SK)
- 340 Bzenec – Veselí nad Moravou – Kunovice
- 341 Staré Město u Uherského Hradiště – Kunovice – Bojkovice
- Tramvajová trať Ostrava
- Tramvajová trať Olomouc
- Praha Metro B Zilčín-Nové Butovice

## Fiktivní české a slovenské tratě
- Dvoukolejka Archivováno 27. 10. 2017 na Wayback Machine.
- Vysočina
- Vysočina 1960
- Lokálka (Hradec-Solnice)
- Lokálka (Hradec - Solnice) verze 2.2 Archivováno 7. 11. 2017 na Wayback Machine.
- Tramvaje Hradec Archivováno 27. 10. 2017 na Wayback Machine.
- Zapadlá
- Ztracená
- Ztracená old Archivováno 27. 10. 2017 na Wayback Machine.
- JZD 760mm Archivováno 27. 10. 2017 na Wayback Machine.
- Křižany - Borová
- vlečka
- Žarnovička
- Pionýrská železnice Plzeň
- Hisatsu CZ
- Vogelsberger Westbahn 2
- Zlatohorka
- | Pahýl | Tento článek je příliš stručný nebo postrádá důležité informace. Pomozte Wikipedii tím, že jej vhodně rozšíříte. Nevkládejte však bez oprávnění cizí texty. |